# Камберланд (Кентаки)
Камберланд (енгл. Cumberland) град је у америчкој савезној држави Кентаки.

## Демографија
По попису из 2010. године број становника је 2.237, што је 374 (-14,3%) становника мање него 2000. године.
| Група             | 2000.         | 2010.         |
| Белци             | 2.431 (93,1%) | 2.110 (94,3%) |
| Афроамериканци    | 133 (5,1%)    | 73 (3,3%)     |
| Азијати           | 1 (0,0%)      | 0 (0,0%)      |
| Хиспаноамериканци | 22 (0,8%)     | 27 (1,2%)     |
| Укупно            | 2.611         | 2.237         |